# Ana Claudia Almirón
Ana Claudia Almirón (Paso de los Libres, Corrientes, 2 de julio de 1984) es una abogada egresada de la Universidad Nacional del Nordeste que fue senadora nacional por el Frente de Todos por su provincia durante el período 2015-2021.

## Trayectoria
Ana Claudia Almirón nació el 2 de julio de 1984, en la ciudad de Paso de los Libres, provincia de Corrientes. Estudió en la Escuela Normal de Paso de los Libres, luego estudió en la Universidad Nacional del Nordeste (UNNE) y se graduó como Abogada. Estuvo a cargo del  Centro de Acceso a la Justicia en la ciudad de Corrientes desde el 2011 hasta el 2015.
Militante de La Cámpora, organización que la posicionó para ser candidata en segundo término a Senadora Nacional en el 2015 por el Frente para la Victoria. En dicha elección, el Frente para la Victoria obtuvo 3.200.495 votos en la provincia, un total del 53,09%, lo que le permitió al Frente incorporar dos senadores a la Cámara Alta. Es así que con 30 años, Almirón ingresó al Senado de la Nación como la senadora más joven.

#### Actividad Parlamentaria en Cámara de Senadores
Actualmente integra las siguientes Comisiones de la Cámara de Senadores:
| COMISIÓN | CARGO QUE OCUPA |
| --- | --------------- |
| De Legislación General | Presidenta      |
| De Justicia y Asuntos Penales | Vocal           |
| De Economía Nacional e Inversión | Vocal           |
| De Trabajo y Previsión Social | Vocal           |
| De Infraestructura, Vivienda y Transporte                                                                                               | Vocal           |
| De Sistemas, Medios de Comunicación y Libertad de Expresión                                                                             | Vocal           |
| De Derechos y Garantías | Vocal           |
| De Acuerdos | Vocal           |
| De Salud | Vocal           |
| Banca de La Mujer | Vocal           |
| Bicameral Permanente de Trámite Legislativo (Ley 26.122)                                                                                | Vocal           |
| Bicameral Permanente de Seguimiento y Control del Ministerio Público de La Nación (Ley 24.946 y Sus Modificatorias Ley 27.148 y 27.149) | Vocal           |

#### Actividad Legislativa
En 2018 se pronunció a favor del proyecto de ley de Interrupción Voluntaria del Embarazo, presentado por décima vez ante el Parlamento Argentino por la Campaña Nacional por Derecho al Aborto Legal, Seguro y Gratuito.